# Чињано II (Таранто)
Чињано II (итал. Cignano II) је насеље у Италији у округу Таранто, региону Апулија.
Према процени из 2011. у насељу је живело 23 становника. Насеље се налази на надморској висини од 232 м.